# Isigonia reducta
Isigonia reducta là một loài nhện trong họ Anyphaenidae.
Loài này thuộc chi Isigonia. Isigonia reducta được Arthur Merton Chickering miêu tả năm 1940.